# Employment Practices Liability
Employment Practices Liability (wörtlich übersetzt etwa Verantwortlichkeit und Haftung für die Handhabung von Arbeitsverhältnissen) ist ein Gebiet des US-amerikanischen Arbeitsrechts, das Rechtsverstöße in Arbeitsverhältnissen unter der Verantwortung des Arbeitgebers behandelt, insbesondere auch in schadenersatzrechtlicher Hinsicht.

## Umfang des Rechtsgebietes
In dieses Gebiet gehören Arbeitnehmeransprüche wegen widerrechtlicher bzw. rechtsfehlerhafter Kündigung, sexueller Belästigung, Diskriminierung, Verletzung der Privatsphäre, Verletzung der Freiheitsrechte (Freiheitsberaubung), Verstößen gegen den Arbeitsvertrag, psychischer Misshandlung (Bossing/Mobbing/Psychoterror usw.) und Verstößen gegen die Rechtsordnung im Bereich Arbeitszeit und Entlohnung.

## Rechtsgrundlagen
Im Allgemeinen befasst sich dieses Rechtsgebiet mit Gesetzen und Schutzvorschriften aus folgenden US-amerikanischen Rechtsnormen:
- Abschnitt VII des Civil Rights Act of 1964
- Americans with Disabilities Act of 1990 (Gesetz zum Schutz von Menschen [wörtlich: Amerikanern] mit Behinderung von 1990)
- Civil Rights Act of 1991,
- Age Discrimination in Employment Act, kurz ADEA (Altersdiskriminierungsgesetz)
- Family and Medical Leave Act, kurz FMLA (Gesetz über die Freistellung von der Arbeit aus familiären und gesundheitlichen Gründen)

Die Anwendung und Durchsetzung dieser Rechtsnormen obliegt der US-amerikanischen Equal Opportunity Employment Commission, kurz EEOC (Kommission für Chancengleichheit im Arbeitsleben).

## Unterschiedliche Gesetzgebung
Von Bedeutung für die amerikanischen Rechtsnormen über die Verpflichtungen der Arbeitgeber ist die konkurrierende föderale und bundesstaatliche amerikanische Gesetzgebung. Die Rechtsnormen der Bundesstaaten unterscheiden sich auch untereinander. So gilt beispielsweise Kalifornien hinsichtlich der Arbeitgeberhaftung als arbeitnehmerfreundlicher Staat. 

## Versicherbarkeit
Im Hinblick auf die Versicherbarkeit etabliert sich auf dem amerikanischen Versicherungsmarkt zunehmend der Vertragstyp einer Versicherung für Arbeitgeber gegen die Risiken aus diesem Rechtsgebiet unter der Bezeichnung employment practices liability insurance (EPL) (Arbeitgeberrisikoversicherung), die bei arbeitsrechtlichen Auseinandersetzungen mit Arbeitnehmern aus diesem Rechtsgebiet greift. Mit der Ausweitung von Rechtsnormen zur Privatsphäre einerseits und der elektronischen Speicherung von Arbeitnehmerdaten andererseits sind Auseinandersetzungen zum Datenschutz stärker in den Vordergrund getreten. Dies wird von einer EPL-Police nicht unbedingt abgedeckt, die amerikanische Versicherungswirtschaft hat darauf jedoch mit Produkten zur Datenschutzhaftungsversicherung und Netzwerksicherheitsversicherung reagiert.